# Mapo doufu
Le màpó dòufǔ (chinois : 麻婆豆腐 ; pinyin : mápó dòufu ; litt. « tofu épicé de grand-mère »,) est un plat de la cuisine du Sichuan dont la popularité s'est étendue à l'ensemble de la Chine, Taïwan, ainsi qu'au Japon (où il est prononcé « mābō dōfu ») et en Corée (coréen : 마파두부, mapa dubu). Il est devenu un classique de la cuisine familiale et peut se trouver dans la majorité des restaurants chinois, y compris ceux qui sont spécialisés dans d'autres cuisines régionales, ainsi que dans des restaurants coréens ou japonais.
La base de la recette est constituée de tofu frais cuit dans une sauce épicée contenant typiquement du piment et du poivre du Sichuan, souvent aussi de la viande hachée, bœuf ou porc.